# HMS Virulent
Le HMS Virulent (pennant number : P95) est un sous-marin de classe V, construit pour la Royal Navy pendant la Seconde Guerre mondiale selon une commande du 21 mai 1942 concernant dix-huit sous-marins.

## Engagements
Le HMS Virulent fut construit par Vickers-Armstrongs à Newcastle upon Tyne. Sa quille est posée le 30 mars 1943, il est lancé le 23 mai 1944 et finalement mis en service le 1er octobre 1944. Son nom a la même signification qu'en français. Et de fait, son insigne représentait un serpent à sonnette, d'allure très agressive et prêt à frapper, coiffé d'une couronne.
Le HMS Virulent a été prêté du 29 mai 1946 au 3 octobre 1958 à la marine de guerre hellénique, où il a servi sous le nom de Argonaftis (U15). Restitué au Royaume-Uni, il devait être remorqué de Malte jusqu’à la rivière Tyne. Il s’est détaché de son remorqueur le 15 décembre 1958 et s’est échoué sur la côte nord de l’Espagne. Il a ensuite été retrouvé et remorqué par deux chalutiers espagnols, la frégate Hernán Cortés et le patrouilleur V-18 jusqu’à Pasajes le 6 janvier 1959. Vendu à un ferrailleur espagnol au printemps 1961, il a finalement été démoli en avril 1961 à Pasajes.